# Конвой №6053
Конвой № 6053 — японський конвой часів Другої світової війни, проведення якого відбувалось у серпні 1943-го.
Вихідним пунктом конвою був атол Кваджелейн, на якому була головна японська база на Маршаллових островах. Пунктом призначення став атол Трук у центральній частині Каролінських островів, де ще до війни створили головну базу японського ВМФ у Океанії, звідки до лютого 1944-го провадились операції в цілому ряді архіпелагів.
До складу конвою увійшли транспорти «Кайшо-Мару», «Сантос-Мару» та «Мітакесан-Мару» під охороною мисливця за підводними човнами CH-33.
5 серпня 1943-го загін полишив Кваджелейн та попрямував на захід. Хоча поблизу вихідного та, особливо, кінцевого пунктів маршруту традиційно діяли американські підводні човни, проходження конвою № 6053 минуло без інцидентів і 9 серпня він прибув на Трук.